# 環首刀

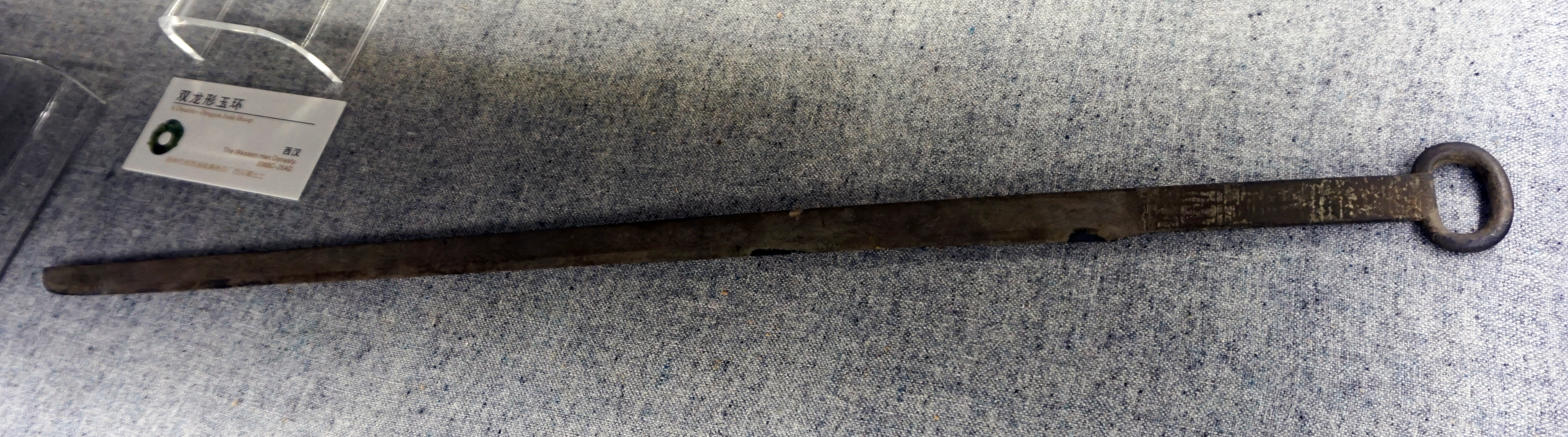
前漢の環首刀（腐朽が激しい）

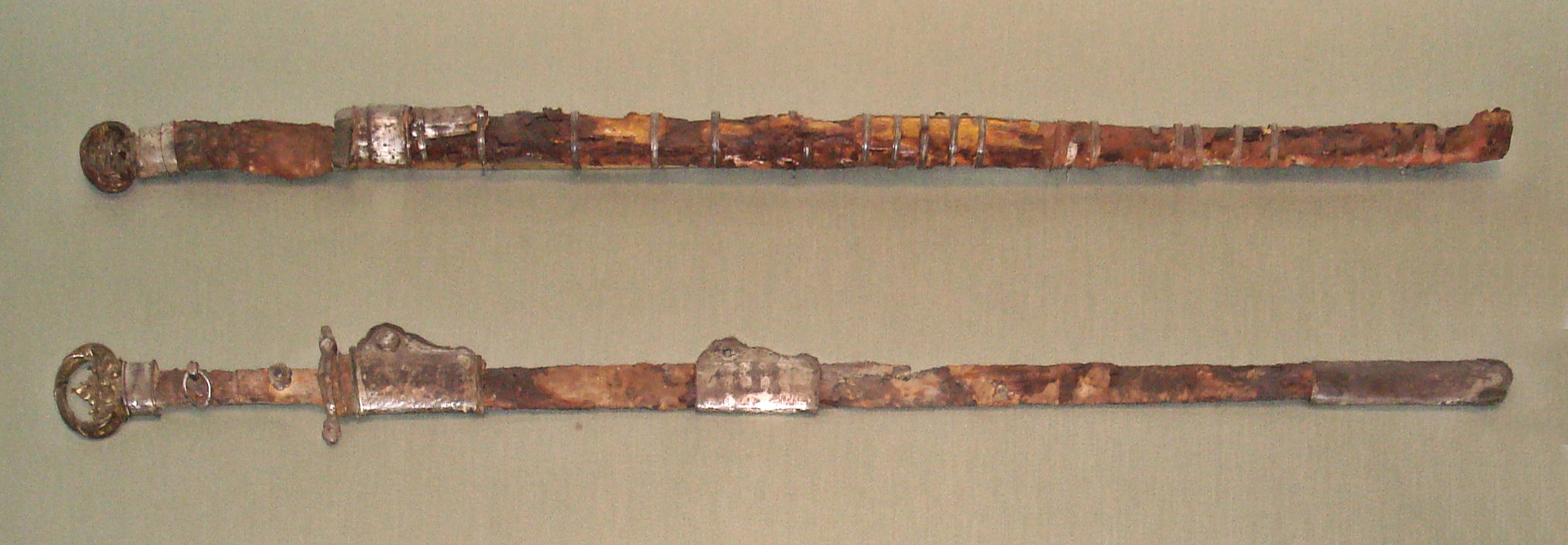
隋の環首刀

環首刀（かんしゅとう）は、古代から中世までの中国にて用いられた武器の一つである。

## 名称
「環首」とは、上図のように刀柄の末端に付けられた鉄の環である。後述の通り初期は主に騎兵に用いられたゆえ、戦闘時に力のあまりで手から振り落とされることを防ぐため、しばしば環を縄で手首に繋いで固定していたとされている。

## 歴史
中国において鉄製の刀は戦国時代に生まれたとされ、前漢に入ってそれまでの剣や鉾とともに軍の主力装備として活躍し、後漢末期まで剣に完全に取って代わり短兵器のポストを独占したとされる。馬上からの斬撃に適したため主に騎兵に用いられ、李陵もその愛用者の一人であったと言われている。
唐や五代十国以降、重装騎兵や打撃兵器の勃興によって廃れていった。

## 後世の刀への影響

### 日本列島の大刀との関係

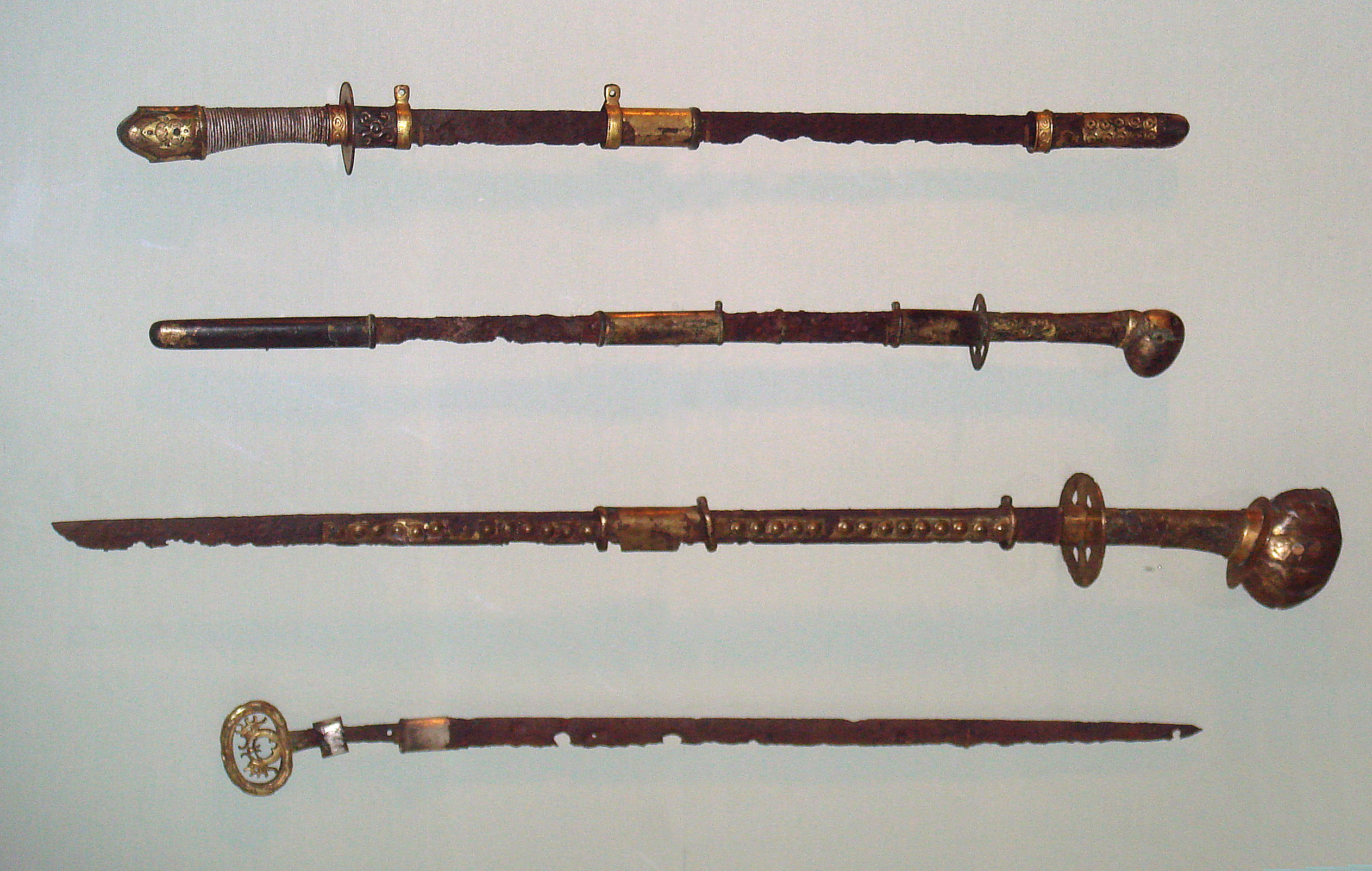
古墳時代の日本刀。メトロポリタン美術館所蔵。

弥生時代の後期中葉から、西日本を中心に墳丘墓などの遺跡から茎（なかご）の尻に鉄製の環が付く「素環頭大刀（そかんとうのたち）」が出土している。
三国時代から南北朝時代にかけて戦乱や貿易などにより、大陸から職人や環首刀の実物、さらに環首刀に用いられた鍛造技術などが弥生・古墳時代当時の日本列島に流入し、日本列島における直刀が成立した。直刀は、古墳時代後期（6世紀）には装飾性に富み、環首刀の流れを汲む環頭大刀（かんとうたち）などを含む装飾付大刀となる。これらは後の日本刀の祖型となって行ったと考えられている。